# Magic Mike XXL
Magic Mike XXL es una película dirigida por Gregory Jacobs. Es la secuela de la película del 2012, Magic Mike. La película se estrenó el 10 de julio de 2015.

## Sinopsis
Mike lleva tres años fuera de los escenarios, lo que queda de "Los Reyes de Tampa" quieren despedirse de los escenarios por todo lo alto luego de que Dallas abandonara al grupo junto a "The Kid", contactan con Mike el único que logró lo que deseaba para que los apoye en su última aventura, el grupo viaja a Tampa - Myrtle Beach para la convención de estríperes.
Amistades del pasado y nuevas disparatadas aventuras le deparan a los ex "Reyes de Tampa" durante su viaje a su último gran show.

## Elenco
- Channing Tatum como Michael "Magic Mike" Lane.[3]
- Matt Bomer como Ken.[4]
- Joe Manganiello como Big Dick Richie.[5]
- Kevin Nash como Edner "Tarzán".[6]
- Adam Rodríguez como Tito.[7]
- Gabriel Iglesias como Tobías.[7]
- Andie MacDowell como Nancy Davidson.[8]
- Amber Heard como Zoe Davidson.[9]
- Jada Pinkett Smith como Rome.[10]
- Elizabeth Banks como Paris.[7]
- Jane McNeill como Mae.
- Donald Glover como Andre.[7]
- Michael Strahan como Augustus.[7]
- Stephen 'Twitch' Boss como Malik.[11]
- Billy Reilich[12]
- Christian Boeving
- Ric Flair[13]
- Raúl Barreiro como Jack Powel "Eagle".

## Producción
En Twitter, Tatum confirmó una secuela. El actor respondió: "Sí, sí y sí. Estamos trabajando en el concepto. Queremos escribir el guión y hacerlo mejor."" En marzo de 2014, se eligió a Greg Jacobs para dirigir la secuela. La película se estrenó el 1 de julio de 2015. El 17 de septiembre, se confirmó por el director Jacobs durante una entrevista con Indiewire que Matthew McConaughey no regresaría a la película. El 18 de septiembre, Jada Pinkett Smith estaba en charlas para unirse al elenco. El 22 de septiembre, Smith confirmó estar en el elenco. El 29 de septiembre, Greg SIlverman anunció el elenco oficial y la sinopsis de la película, como Tatum, Bomer, Manganiello, Nash, Adam Rodríguez y Gabriel Iglesias, mientras que el nuevo elenco incluye a Elizabeth Banks, Donald Glover, Heard, MacDowell, Smith y Michael Strahan. El 8 de octubre, Stephen 'tWitch' Boss anunció estar involucrado en la película, dijo que Tatum lo invitó a unirse al elenco.